# Elecciones presidenciales de Irlanda de 1966
Las quintas elecciones presidenciales de Irlanda se llevaron a cabo el 1 de junio de 1966. El presidente incumbente, Éamon de Valera, con 83 años y un notable deterioro de la visión, fue presionado por su partido, Fianna Fáil, para presentarse a la reelección debido a la mala posición del gobierno, que había obtenido una mayoría absoluta muy ajustada (exactamente 72 escaños necesarios para la mayoría) en el Dáil Éireann. Fine Gael presentó a Tom O'Higgins como su candidato. El resultado, a pesar de ser mayoritariamente a favor de De Valera, fue sumamente ajustado, y O'Higgins estuvo a tan solo 10.000 votos de derrotar a De Valera. De Valera culpó de esta casi derrota a su director de campaña, Charles Haughey, aunque en la actualidad se cree que fue la campaña de Haughey la que permitió que De Valera ganara en absoluto.

## Resultados
| Candidatos | Candidatos      | Partidos    | Votos   | %     |
| ---------- | --------------- | ----------- | ------- | ----- |
|            | Éamon de Valera | Fianna Fáil | 558,861 | 50,5% |
|            | Tom O'Higgins   | Fine Gael   | 548,144 | 49,5% |
| Fuente:    |                 |             |         |       |